# Geaya belizensis
Geaya belizensis is een hooiwagen uit de familie Sclerosomatidae.